# Aníbal Rosales
Aníbal José Rosales Heregua (San Cristóbal, Estado Táchira. 29 de febrero de 1996) es un futbolista venezolano que juega de delantero o extremo y su equipo actual es el ACD Lara, de la Primera División de Venezuela.